# Arniocera auriguttata
Arniocera auriguttata är en fjärilsart som beskrevs av Carl Heinrich Hopffer 1857. Arniocera auriguttata ingår i släktet Arniocera och familjen Thyrididae. Inga underarter finns listade i Catalogue of Life.